# Скиба, Мэтт
Мэттью Томас Скиба (англ. Matthew Thomas Skiba, род. 24 февраля 1976, Чикаго, Иллинойс) — американский певец, автор песен и гитарист, известный как вокалист и гитарист панк-рок группы Alkaline Trio. С 2015 по 2022 год являлся вокалистом и гитаристом поп-панк группы Blink-182.

## Юность и семья
Мэтт Скиба родился в Чикаго и переехал в пригород McHenry в возрасте 3-х лет с семьёй. Уже в раннем возрасте начал осваивать игру на пианино и ударной установке. В 1996 году, работая курьером, он решил перейти с барабанов на гитару. До этого был барабанщиком коллективов Blunt, Jerkwater и the Traitors.
Его мать, Джоан Скиба, учитель младших классов в Crystal Lake, штат Иллинойс. Отец, Томас Скиба, стоматолог. У него также есть две младшие сестры-близнецы.

## Alkaline Trio
Скиба изучал дизайн в Колумбийском колледже в Чикаго, но оставил его в 1996 году, чтобы сформировать Alkaline Trio с барабанщиком Гленном Портером и басистом Робом Дораном.
После группа записала свой демо и сингл «Sundials», также записали For Your Lungs Only EP, в течение записи которого Доран покинул группу. Дэн Андриано заменил его и играл на бас-гитаре в ЕР. Группа выпустила свой дебютный полноформатный альбом Goddamnit в 1998 году, а затем Maybe I’ll Catch Fire и сборник Alkaline Trio в 2000 году.
Состав группы снова изменился в 2000 году. Портер ушёл, его заменил барабанщик Майк Феламли. Альбом From Here to Infirmary был выпущен весной 2001 г. В 2002 Jade Tree Records выпустила Hot Water Music / Alkaline Trio split EP, который был хорошо принят. Обе группы делали оригинальные треки и каверы песен друг друга. Альбом Good Mourning выпущен в 2003 году. Во время записи Good Mourning, у Скибы была проблема с кислотным рефлюксом из-за его диеты и более ранних проблем с алкоголем и наркотиками.
Группа выпустила Crimson в 2005 году и Remains в 2007 году. Agony & Irony был выпущен в июле 2008 года В январе 2010 года они выпустили This Addiction. В июле 2011 года они выпустили альбом под названием Damnesia в честь 15-летия группы. Их девятый альбом My Shame Is True был выпущен 2 апреля 2013 года.

## Сольные и другие проекты
В 2001 году он начал свой первый сольный тур The Plea For Peace Tour, состоящий в основном из акустических версий песен Alkaline Trio с бэк-барабанами и басом в нескольких шоу.
Его первый сольный релиз был в 2002 году с Кевином Секондсом. Песни в основном были акустические с игрой Скибы на барабанах, басу и фортепиано. Alkaline Trio до сих пор иногда исполняет песню «Good Fucking Bye».
В 2006 Скиба создал группу Heavens с басистом Джозианом Стейнбриком. Группа выпустила Patent Pending 12 сентября 2006 года.
В мае 2007 года Скиба отыграл пять шоу с Чаком Раганом из Hot Water Music.
В конце декабря 2008 года Стеинбрик объявил на странице MySpace о распаде Heavens.
10 августа 2010 года, он выпустил сольный альбом под названием Demos.Альбом считается предшественником будущего Alkaline Trio альбома.
В январе 2012 года Скиба выпустил EP вместе с бывшим участником Angels and Airwaves и The Offspring барабанщиком Атомом Уиллардом под названием The Hell. Дебютный The Hell EP называется «Sauve Les Requins».
Второй сольный альбом Скибы Babylon был выпущен 8 мая 2012 года. Альбом содержит песни группы под названием Matt Skiba And The Sekrets, группа поддержки включает в себя AFI басиста Хунтера Бургана и барабанщика My Chemical Romance Джаррода Александера.
Летом 2015 года стал участником Blink-182. Зимой 2015 Мэтт стал сессионным участником группы после ухода вокалиста и гитариста Тома ДеЛонга из Blink. Позже стало известно, что группа записывает новый материал с Мэттом, и что он заменил ДеЛонга в blink-182. В 2022 году Скиба покинул группу, освободив своё место для вернувшегося ДеЛонга.
В 2016 году принял участие в записи альбома Andy Black "The Shadow Side", исполнив вокальную партию в песне "Stay Alive".

## Личная жизнь
Скиба - вегетарианец, практикует Трансцендентальную Медитацию. Считает, что чистое и спокойное состояние ума значительно помогает его творческому процессу, хотя изначально считал, что «измученная душа» более выгодна. Книга Catching the Big Fish Дэвида Линча, заставила его изменить своё мнение, теперь он верит, что спокойное состояние более полезно для творчества.
Скиба переехал в Сан-Франциско в 2001 году, хотя в настоящее время живёт в Лос-Анджелесе. У него есть татуировка «Love Song» на костяшках пальцев. Скиба -  фанат групп The Cure, Damned, Nirvana и Green Day. Разведён.
В университете Скиба выучил японский и в дальнейшем всегда сохранял значительный интерес к японским языку и культуре.Также он знает испанский .

## Дискография

### Alkaline Trio
- Goddamnit (1998)
- Maybe I’ll Catch Fire (2000)
- From Here to Infirmary (2001)
- Good Mourning (2003)
- Crimson (2005)
- Agony and Irony (2008)
- This Addiction (2010)
- Damnesia (2011)
- My Shame Is True (2013)
- Is This Thing Cursed? (2018)

### Heavens
- Patent Pending (2006)

### the HELL
- Sauve Les Requins (2012)
- Southern Medicine (2013)

### Blink-182
- California (2016)
- NINE (2019)

### Сольные
- Matt Skiba / Kevin Seconds (2002)
- Demos (2010)
- Babylon (2012)